# Municipio de Springdale (Iowa)
El municipio de Springdale (en inglés: Springdale Township) es un municipio ubicado en el condado de Cedar en el estado estadounidense de Iowa. En el año 2010 tenía una población de 3008 habitantes y una densidad poblacional de 31,97 personas por km².

## Geografía
El municipio de Springdale se encuentra ubicado en las coordenadas 41°38′30″N 91°18′29″O / 41.64167, -91.30806. Según la Oficina del Censo de los Estados Unidos, el municipio tiene una superficie total de 94.09 km², de la cual 94.09 km² corresponden a tierra firme y (0%) 0 km² es agua.

## Demografía
Según el censo de 2010, había 3008 personas residiendo en el municipio de Springdale. La densidad de población era de 31,97 hab./km². De los 3008 habitantes, el municipio de Springdale estaba compuesto por el 96.81% blancos, el 0.57% eran afroamericanos, el 0.17% eran amerindios, el 1% eran asiáticos, el 0.03% eran isleños del Pacífico, el 0.3% eran de otras razas y el 1.13% pertenecían a dos o más razas. Del total de la población el 2.39% eran hispanos o latinos de cualquier raza.